# Anisotremus
Anisotremus – rodzaj ryb z rodziny luszczowatych (Haemulidae).

## Klasyfikacja
Gatunki zaliczane do tego rodzaju:
- Anisotremus caesius
- Anisotremus davidsonii – luszczyk pasiasty[3]
- Anisotremus interruptus
- Anisotremus moricandi
- Anisotremus pacifici
- Anisotremus scapularis
- Anisotremus surinamensis – luszczyk surinamski[3]
- Anisotremus taeniatus
- Anisotremus virginicus – luszczyk wirgiński[3]